# Евгений (Болховитинов)
Митрополит Евге́ний (в миру Евфи́мий Алексе́евич Болхови́тинов; 18 (29) декабря 1767, Воронеж — 23 февраля (7 марта) 1837, Киев) — епископ Русской православной церкви, митрополит Киевский и Галицкий, церковный историк, археограф и библиограф.

## Начало биографии
Родился 18 декабря 1767 года в семье приходского священника Воронежской епархии. Его отец, Алексей Андреевич, служил в Ильинском храме Воронежа со дня его постройки до своей кончины в 1776 году. С 10 лет Евфимий — сирота.
15 октября 1777 года был зачислен во второй синтаксический класс Воронежской духовной семинарии, с августа 1782 года до июня 1784 года — в риторический класс семинарии, с сентября 1784 года он — певчий архиерейского хора Благовещенского собора и семинарист в философском классе в слободе Белогорье в Павловском уезде.

## Священство, ранние исторические работы
В 1785 году по разрешению Воронежского епископа Тихона (III) уехал на учёбу в Московскую Славяно-греко-латинскую академию. В 1789 году окончил обучение в академии (окончил философский и богословский классы, обучался греческому и французскому языкам), во время обучения в духовной академии также слушал лекции по всеобщей философии и политике, опытной физике и французскому красноречию в Московском университете, тогда же он познакомился с учёным Н. Н. Бантыш-Каменским. По окончании обучения, с января 1789 года был учителем риторики и французского языка, с августа — вице-префектом духовной семинарии, а с сентября — заведующий библиотекой. С сентября 1790 года — префект семинарии, а также преподаватель богословия и философии.
4 ноября 1793 года женился на Анне Антоновне Расторгуевой. В марте 1795 года умер его первый сын — Андриан. В 1796 году рукоположён в протоиереи города Павловска в Воронежской губернии.
В Воронеже он начал работать над «Российской историей». Там же написаны работы «Надгробное слово над гробом епископа Иннокентия, с присовокуплением краткого летописца преосвященных воронежских» (1794), «Полное описание жизни преосвященного Тихона» и «Историческое, географическое и экономическое описание Воронежской губернии», под его руководством была написана «История воронежской семинарии».
В 1799 году, 9 июля умерла его дочь — Пульхерия, 3 августа Евфимий Алексеевич похоронил второго сына Николая, 21 августа — умерла его жена. В 1800 году переехал в Санкт-Петербург, где стал префектом Александро-Невской академии (3 марта) и принял монашество (9 марта), также там был учителем философии и красноречия.
11 марта 1800 года рукоположён в архимандриты Троицкого Зеленецкого монастыря.
27 января 1802 года поименован архимандритом Сергиевой пустыни.
В Санкт-Петербурге им написано «Историческое изображение Грузии» (как результат общения с грузинским епископом Варлаамом и грузинскими князьями Баграрой, Иоанном и Михаилом), «Каноническое исследование о папской власти в христианской церкви» (по поводу предложений иезуита Грубера Павлу I по воссоединению католической и православной церкви), «Записка с двумя духоборцами» и др.

## Епископ. Деятельность в Новгороде
В 1804 году 1 января был высочайше пожалован, а 17 января хиротонисан во епископа Старорусского и викария Новгородского.
По поручению митрополита Новгородского Амвросия составил «Всеобщее хронологическое обозрение начала и распространения духовных российских училищ», — основу последующей реформы системы духовного образования в России. В Новгороде Евгений обнаружил Мстиславову грамоту — древнейшую русскую грамоту, данную князьями Мстиславом Владимировичем и сыном его Всеволодом Мстиславичем Юрьеву монастырю, написал «Исторические разговоры о древностях Великого Новгорода» (1808), «Рассмотрение исповедания духоборческой секты» и «Критические замечания на рецензию моравского дворянина Гаке де Гакенштейна».
В 1805 году избран почётным членом Московского университета, а в 1806 году — действительным членом Российской академии. В 1807 году при ремонте Георгиевского собора Юрьева монастыря по его указанию были проведены раскопки, позволившие обнаружить там ряд каменных саркофагов.
В период пребывания в Новгороде епископа Евгения связывали дружеские отношения с жившим в Званке Г. Р. Державиным, который посвятил ему стихотворение «Евгению. Жизнь Званская».

## Вологда и Псков

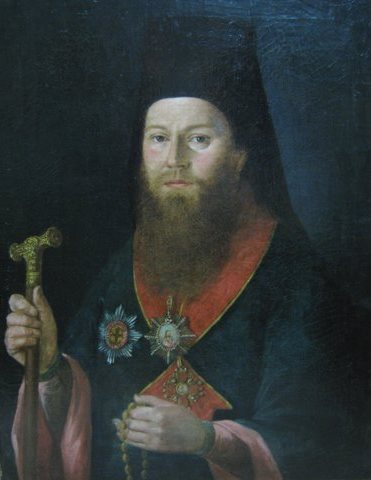
Портрет епископа Калужского и Боровского Евгения, 1813—1816 гг.

С 24 января 1808 года назначен Вологодским епископом.
Также в 1808 году был избран членом Санкт-Петербургской медико-хирургической академии.
В Вологде им написаны «Всеобщее введение в историю монастырей греко-российския церкви», «О личных собственных именах у славяно-руссов», «О разных родах присяг у славяно-руссов», также статья «О древностях вологодских зырянских»; составлены подробные: «Описание монастырей вологодской епархии», «Описание Пекинского монастыря», «Историческое сведение о вологодской епархии и о пермских, вологодских и устюжских архиереях», здесь он продолжил работать над «Историей российской иерархии». В 1810 году избран членом Санкт-Петербургского общества любителей наук, словесности и художеств, а в 1811 году — почётным членом и соревнователем Общества беседы русского языка в Санкт-Петербурге.
19 июля 1813 года назначен епископом Калужским. Также с 1813 года — почётный член Общества истории и древностей Российских при Московском университете. С 1814 года — член Санкт-Петербургской духовной академии. В 1815 году избран членом московского Общества врачебных и физических наук. С 1817 года — почётный член Харьковского и Казанского университетов.
7 февраля 1816 года возведён в сан архиепископа и назначен в Псков архиепископом Пскова и всей Лифляндии и Курляндии. Результатом пребывания в Пскове стала «История княжества Псковского» (ч.1-4, 1831), «Летописи древнего славяно-русского княжеского города Изборска» (1825), «Описание шести псковских монастырей», краткое содержание Псковской летописи и др. Также в это время выходит полный вариант «Словаря исторического о бывших в России писателях духовного чина», исправленная «Записка о камчатской миссии».

## Киев

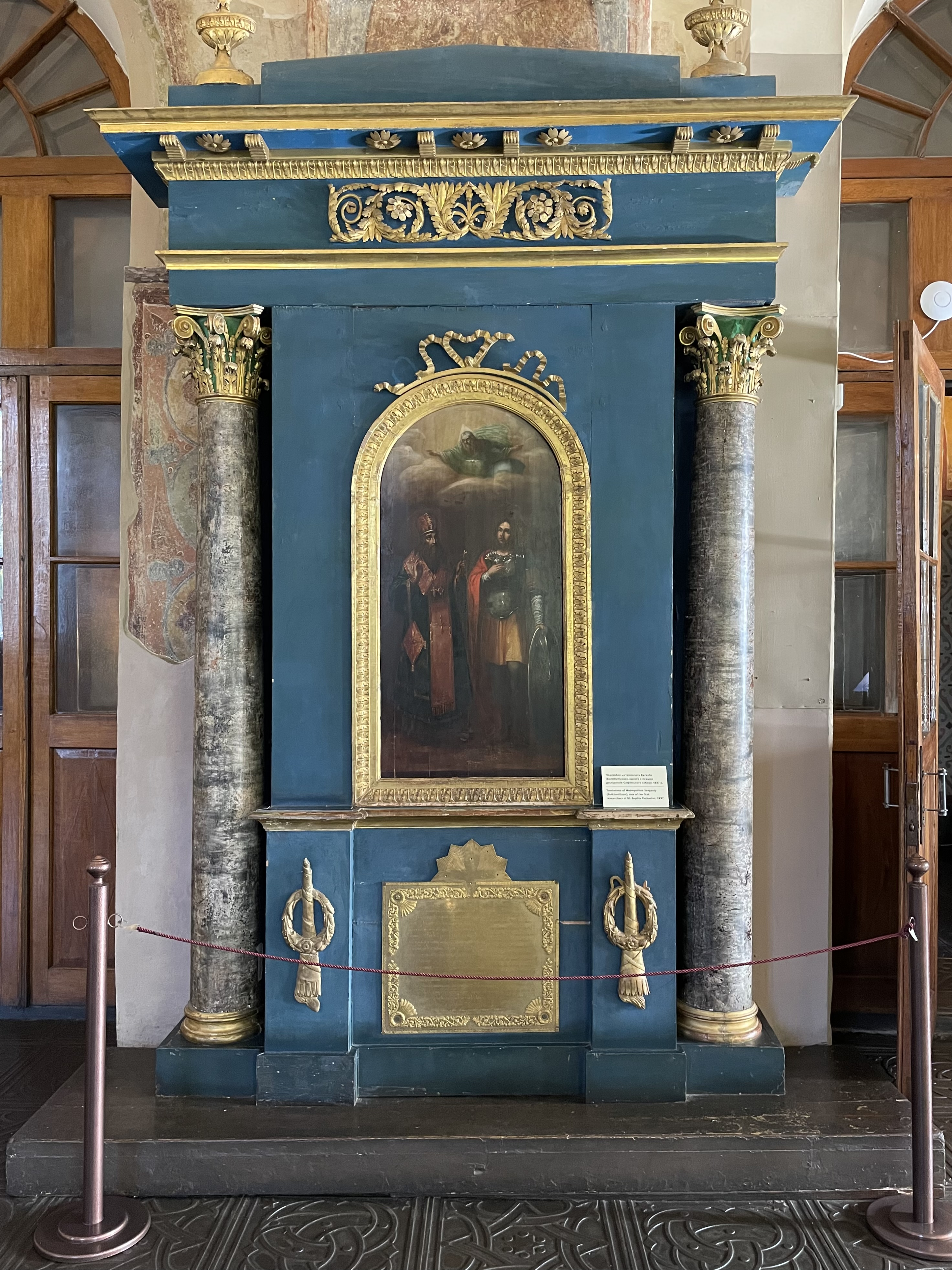
Надгробие митрополита Евгения (Болховитинова) в Сретенском приделе Софийского собора, 1837

С 24 января 1822 года — архиепископ Киевский, а с 16 марта возведён в сан митрополита Киевского и Галицкого и назначен членом Святейшего Синода, в том же году был избран членом Виленского университета, с 1823 года — член Киевской духовной академии, с 1826 года — почётный член Императорской Академии наук; 2 ноября 1827 года Дерптский университет присвоил звание почётного доктора философии двум митрополитам — Евгению (Болховитинову) и Филарету (Дроздову).
В Киеве митрополитом составлены «Описание Киево-Софийского собора и киевской иерархии» (1825), «Описание Киево-Печерской лавры» (1826), а также «Киевский месяцеслов, с присовокуплением разных статей к российской истории и киевской иерархии относящихся», написана статья «Сведения о Кирике, предлагавшем вопросы Нифонту» и труд «Историческое обозрение российского законоположения от древнейших времен до 1824 г.» и др. В Киеве митрополитом Евгением были организованы археологические раскопки, благодаря которым были обнаружены фундаменты Десятинной церкви, Золотых ворот и другие остатки домонгольской архитектуры.
В 1826 году был назначен в Верховный уголовный суд по делу декабристов. Был также почётным членом университетов — Виленского и Киевского, Медико-хирургической академии, московского общества любителей российской словесности; был членом комиссии по составлению законов Российской империи и других. Публикации митрополита Евгения касаются самой разнообразной тематики, например: «Собрание поучительных слов», «Пастырское увещание о прививании коровьей оспы», «Новая латинская азбука», «Рассуждение о надобности греческого языка для богословия» и т. п.
Был удостоен орденов: Св. Андрея Первозванного (22 августа 1826), Св. Александра Невского (21 апреля 1823), Св. Анны I ст. (5 марта 1805) и Св. Владимира II ст.
Митрополит Евгений умер 23 февраля 1837 года и был согласно завещанию погребён в Сретенском приделе Софийского собора в Киеве.
Его брат Гавриил (в миру Григорий) также посвятил свою жизнь служению Богу.

## Сочинения
- «Описание Иоанно-Предтечева псковскаго монастыря». Дерпт : В типографии И. Х. Шинмана, 1821
- «Описание Псково-Печерскаго первокласнаго монастыря». Дерпт (то есть б. м.) : В типографии Иог. Христ. Шинмана (то есть без тип.), 1821 (то есть 1831)
- «История княжества Псковского с присовокуплением плана города Пскова» Киев : тип. Киево-Печер. лавры, 1831:
  - Ч. 1 Содержащая общую историю сего княжества и города Пскова,
  - Ч. 2 О Псковских князьях, посадниках, тысяцких, генерал-губернаторах, губернаторах и губернских дворянских предводителях, с прибавлением разных грамот к истории Пскова относящихся,
  - Ч. 3 Содержащая историю псковской церковной иерархии,
  - Ч. 4 Содержащая сокращенную Псковскую летопись, избранную из разных российских и чужестранных летописей и особенно из Псковской
- Словарь русских светских писателей, соотечественников и чужестранцев, писавших в России / Соч. митр. Евгения. Т. 1-2; (Предисл. изд.: Михаил Погодин), Москва : Московитянин, 1845
  - От А до К.
  - От Л. до Ѳ.
- «Описание Киевопечерской лавры с присовокуплением разных грамот и выписок, объясняющих оное, также планов лавры и обеих пещер». Киев, Типография Киевопечерской лавры 1847.
- «Переписка митрополита киевского Евгения с государственным канцлером графом Николаем Петровичем Румянцевым и с некоторыми другими современниками (с 1813 по 1825 г. включительно)», Воронеж, В типографии Воронежскаго Губернскаго Правления 1868 : Вып. 1-3
  - Вып. 1
  - Вып. 2
  - Вып. 3
- «Об осаде Пскова в 1581 году», Псков : Славян. тип., 1881